# Macauley Chrisantus
Macauley Chrisantus (* 20. August 1990 in Abuja, Nigeria) ist ein nigerianischer Fußballspieler.

## Karriere

### Im Verein
In der Jugend spielte Chrisantus in seinem Heimatland Nigeria beim Abuja FC. Im 2007 verpflichtete der deutsche Bundesligist Hamburger SV den Jugendspieler. Ein sofortiger Wechsel wurde möglich, da Chrisantus offiziell vertragslos war – die Transferrechte lagen bei seinem Berater. In der Hinrunde konnte Chrisantus jedoch noch nicht mehr eingesetzt werden, nach Antrag des DFB zu einer Spielgenehmigung war der Stürmer zur Rückrunde 2007/08 spielberechtigt. Er sollte an den Profikader herangeführt werden und unterschrieb in der Sommerpause zu seinem 18. Geburtstag einen Profivertrag. Chrisantus war in seiner ersten Saison in Deutschland durch ein Ausbildungs-Visum im Amateurbereich spielberechtigt gewesen. Da dies mit der Volljährigkeit des Spielers erlosch, durfte er in der Saison 2008/09 nur noch in der ersten Mannschaft spielen, wo er jedoch nicht zum Einsatz kam.
Für die Saison 2009/10 wurde er an den Zweitligisten Karlsruher SC ausgeliehen. Bei seinem Ligadebüt am ersten Spieltag erzielte er wenige Minuten nach seiner Einwechslung den Treffer zum 1:1-Endstand. In der Folge kam Chrisantus auf sieben Einsätze in den ersten zehn Spielen, allerdings stand er dabei kein einziges Mal in der Startaufstellung. Aufgrund einer Tätlichkeit wurde er nach dem 10. Spieltag vom DFB für vier Spiele gesperrt, insgesamt kam er in seiner ersten Runde bei den Badenern auf 25 Einsätze und erzielte drei Tore. In der Zweitligasaison 2010/11 gaben sich beim KSC die Trainer die Klinke in die Hand, auf Markus Schupp folgte Uwe Rapolder, unter dem Chrisantus kaum noch berücksichtigt wurde. Erst nach dem erneuten Trainerwechsel wurde er wieder regelmäßig eingesetzt: In den letzten zehn Saisonspielen unter Rainer Scharinger spielte Christantus neun Mal und trug mit vier Treffern – insgesamt war er mit acht Toren erfolgreichster Torschütze des KSC in dieser Runde – zum Klassenverbleib des Karlsruher SC bei.
Im Sommer 2011 verlängerte der Hamburger SV den Vertrag mit Chrisantus bis zum 30. Juni 2013. Um weitere Spielpraxis zu sammeln, wurde er aber erneut an einen Zweitligisten verliehen, er spielt zunächst für eine Saison für den FSV Frankfurt. Am 6. Spieltag der Zweitligasaison 2011/12 gelang ihm gegen seinen alten Verein Karlsruher SC sein erstes Tor für die Hessen. Chrisantus zählte in der Hinrunde meist zur Stammelf der Schwarz-Blauen, wobei er von Trainer Hans-Jürgen Boysen teils auf der linken Außenbahn, teils in der Sturmspitze eingesetzt wurde. Nachdem die Hessen am Jahresende 2011 nur Platz 16 belegten, wurde in der Winterpause mit Ilijan Mizanski ein weiterer Stürmer verpflichtet, der unter dem neuen Trainer Benno Möhlmann gesetzt war. Chrisantus musste sich in der verbleibenden Spielzeit meist mit einem Platz auf der Bank und Kurzeinsätzen begnügen, Möhlmann berücksichtigte ihn nur noch zwei Mal in der Startformation. In 26 Einsätzen erzielte er acht Tore für die Bornheimer, die am Ende der Runde mit Platz 13 die Klasse hielten.
Zur Vorbereitung auf die Saison 2012/13 kehrte Chrisantus zunächst zum HSV zurück, sollte im Kader von Thorsten Fink allerdings keine Rolle spielen und daher abgegeben werden. So wechselte er schließlich in der Sommerpause 2012 ablösefrei zum spanischen Zweitligisten UD Las Palmas. Er unterschrieb beim Klub aus Gran Canaria einen Zweijahresvertrag bis zum 30. Juni 2014.
Im Juli 2014 wechselte er in die türkische Süper Lig zum zentralanatolischen Vertreter Sivasspor. Bereits im Februar 2015 verließ er Sivasspor wieder und wechselte stattdessen zu AEK Athen. Nach nur einem Jahr wechselte er erneut, diesmal zum spanischen Zweitligaaufsteiger CF Reus Deportiu.
Im Juli 2018 wechselte Chrisantus zum finnischen Verein HJK Helsinki, 2019 dann zunächst zum UB Conquense in die Segunda División, danach zum iranischen Erstligisten Zob Ahan Isfahan. Nach einem kurzen Aufenthalt beim saudi-arabischen Verein Hetten FC, wechselte er im März 2021 zum FF Jaro nach Finnland.

### In der Nationalmannschaft
Nicht zuletzt aufgrund der Tore von Chrisantus wurde die nigerianische U-17-Auswahl, die sogenannten „Golden Eagles“, im Jahr 2007 Weltmeister bei der U-17-WM in Südkorea. Mit sieben Toren in sieben Spielen wurde er Torschützenkönig und hinter Toni Kroos zum zweitbesten Spieler des Turniers gewählt. 2009 nahm er mit der nigerianischen U-20-Auswahl an der African Youth Championship teil und belegte dabei den dritten Platz, was zugleich die Qualifikation für die Junioren-WM 2009 in Ägypten bedeutete. Zu einem Einsatz für die nigerianische A-Nationalmannschaft kam es bislang jedoch nicht.

## Erfolge

### Mit der Nationalmannschaft
- U-17-Weltmeister: 2007

### Im Verein
- Finnischer Meister: 2018 mit HJK Helsinki
- Griechischer Pokalsieger: 2016 mit AEK Athen

### Persönliche Auszeichnungen
- Goldener Schuh bei der U-17-Weltmeisterschaft 2007
- Silberner Ball bei der U-17-Weltmeisterschaft 2007